# اندی د امونی
اندی د امونی (انگلیسی: Andy De Emmony؛ زادهٔ حوالی ۱۹۶۴ میلادی) کارگردان تلویزیونی، و تهیه‌کننده تلویزیونی اهل بریتانیا است. وی از سال ۱۹۹۲ میلادی تاکنون مشغول فعالیت بوده‌است.
از فیلم‌ها یا مجموعه‌های تلویزیونی که وی در آن‌ها نقش داشته‌است، می‌توان به محاکمه خدا اشاره نمود.